# La preda e l'avvoltoio
La preda e l'avvoltoio (Un dólar de recompensa) è un film del 1972, diretto da Rafael Romero Marchent.

## Trama
Nel Far West un pittore si trasforma in pistolero per vendicare il padre massacrato sotto i suoi occhi da un gruppo di killer mascherati.